# Брента (Тренто)
Брента је насеље у Италији у округу Тренто, региону Трентино-Јужни Тирол.
Према процени из 2011. у насељу је живело 85 становника. Насеље се налази на надморској висини од 462 м.